# Lucia Ripamonti
Maria Ripamonti, ADC, řeholním jménem Lucia dell'Immacolata (26. května 1909 Acquate – 4. července 1954 Brescia) byla italská římskokatolická řeholnice, členka kongregace Milosrdných sester služebnic. Katolická církev ji uctívá jako blahoslavenou.

## Život
Narodila se dne 26. května 1909 v Acquate (dnešní část města Lecco ve stejnojmenné provincii) jako poslední ze čtyř dětí Ferdinandu Ripamontimu a Giovanně Pozzi (několik dalších sourozenců měla z prvního manželství otce). Pokřtěna byla 30. května téhož roku v místním farním kostele. Roku 1916 přijala své první svaté přijímání a roku 1918 svátost biřmování. Během dospívání začala pracovat v přádelně. Často navštěvovala mši svatou a podporovala farní aktivity.

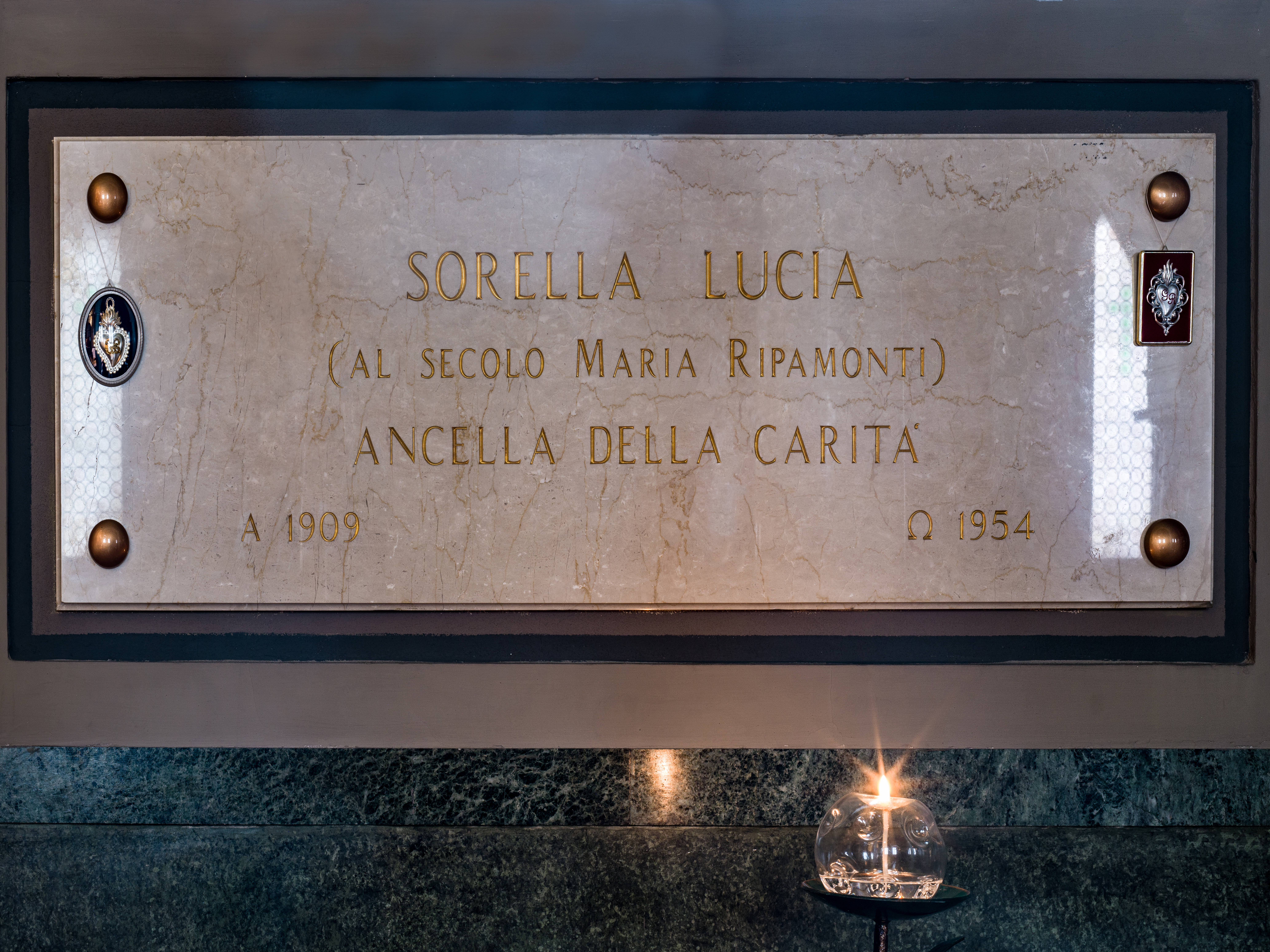
Jí věnovaná pamětní deska v kapli mateřského domu kongregace Milosrdných sester služebnic v Brescii

Roku 1932 odešla do Brescie, aby vstoupila do řeholní kongregace Milosrdných sester služebnic poté, co se ve svém rodném městě setkala s jednou řeholnicí kongregace. Roku 1938 složila své doživotní řeholní sliby a přijala řeholní jméno Lucia dell'Immacolata. Začala bydlet v mateřském domě své kongregace v Brescii.
Později jí byla diagnostikována vážná nemoc. Během pobytu v nemocnici se nabídla Bohu jako oběť za nápravu nesmrtelných duší. Měla velkou oddanost Panně Marii Lurdské a sv. Marii Crocifisse Di Rosa, zakladatelky její kongregace, jež byla svatořečena měsíc před její smrtí.
Zemřela dne 4. července 1954 v nemocnici Ronchettino v Brescii. Pohřbena byla v kapli mateřského domu její kongregace v Brescii.

## Úcta
Její beatifikační proces započal dne 1. prosince 1992, čímž obdržela titul služebnice Boží. Dne 27. února 2017 ji papež František podepsáním dekretu o jejích hrdinských ctnostech prohlásil za ctihodnou. Dne 13. května 2019 byl uznán zázrak na jeho přímluvu, potřebný pro její blahořečení.
Blahořečena pak byla dne 23. října 2021 v katedrále Nanebevzetí Panny Marie v Brescii. Obřadu předsedal jménem papeže Františka kardinál Marcello Semeraro.
Její památka je připomínána 4. července. Bývá zobrazována v řeholním oděvu.